# Lancashire (kaas)
Lancashire is een Engelse kaas van koemelk. Tot 1913 werd hij alleen op boerderijen gemaakt, maar vanaf dat jaar vond productie ook plaats in een fabriek te Chipping.
De kaas wordt aangeboden in drie variaties - 'Creamy Lancashire', Tasty Lancashire' en 'Crumbly Lancashire'
Lancashire kaas is een streekproduct. Hij won de British Cheese Award.